# Ранчо Буена Виста (Санта Ана Атеистлавака)
Ранчо Буена Виста (шп. Rancho Buena Vista) насеље је у Мексику у савезној држави Оахака у општини Санта Ана Атеистлавака. Насеље се налази на надморској висини од 1415 м.

## Становништво
Према подацима из 2005. године у насељу је живело 8 становника.

### Хронологија
| Година       | 2000      | 2005 |
| ------------ | --------- | ---- |
| Становништво | 5 (3 / 2) | 8    |

### Попис
| # | Индикатор                        | Вредност |
| - | -------------------------------- | -------- |
| 1 | Укупно појединачних домаћинстава | 1        |